# الاقتصاد الحضري
يُعنى الاقتصاد الحضري (بالإنجليزية: Urban Economics) بدراسة اقتصاد المناطق الحضرية، ويعتمد على أدوات التحليل الاقتصادي لفهم القضايا الحضرية مثل الجريمة، والتعليم، والنقل العام، والإسكان، وتمويل الحكومات المحلية. ويُعد هذا الفرع جزءًا من الاقتصاد الجزئي، حيث يركّز على البنية المكانية للمدن ومواقع الأسر والشركات (كويجلي، 2008).
يستند كثير من التحليل في هذا المجال إلى نموذج المدينة أحادية المركز، الذي طوّره كل من ويليام ألونسو، وريتشارد موث، وإدوين ميلز في ستينيات القرن العشرين. وعلى عكس معظم نظريات الاقتصاد الكلاسيكي الجديد التي تتجاهل العلاقات المكانية، يولي الاقتصاد الحضري اهتمامًا خاصًا بهذه العلاقات لفهم القوى الاقتصادية التي تُشكل المدن وتُوجّه نموّها ووظائفها.
يُعتبر نموذج المدينة الموحدة، الذي صاغه ألونسو عام 1964، نقطة انطلاق رئيسية في تحليل الاقتصاد الحضري. ويتكون هذا النموذج من منطقة أعمال مركزية على شكل قرص، تُحيط بها منطقة سكنية. إلا أن هذا النموذج فقد الكثير من صلاحيته مع مرور الزمن، نتيجة التغيّرات التكنولوجية، لا سيما في مجالات النقل والاتصال. فقد أصبح بإمكان السكان العيش بعيدًا عن أماكن عملهم في قلب المدينة، كما انتقلت العديد من وظائف المكاتب إلى خارج منطقة الأعمال المركزية.
في السياق ذاته، سعت الأبحاث الحديثة إلى تفسير النمط الحضري متعدد المراكز، كما ورد في كتاب جويل غارو "مدينة مجانبة" (Edge City). وقد طُرحت تفسيرات عدّة لهذا التوسع، من أبرزها النماذج التي تراعي عوامل مثل انخفاض أسعار الأراضي نسبيًا، واقتصادات التجمع التي توفر عوائد متزايدة أو ثابتة (سترانج، 2008).

## مقدمة
يتجذر الاقتصاد الحضري في نظريات الموقع الاقتصادية لـ فون ثونن وألونسو وكريستالر ولوش التي بدأت عملية التحليل الاقتصادي المكاني (كابيلو ونايكامب، 2004). فالاقتصاد هو دراسة تخصيص الموارد النادرة، ونظرًا لأن جميع الظواهر الاقتصادية تحدث داخل مساحة جغرافية، يركز الاقتصاد الحضري على تخصيص الموارد عبر المساحة بالنسبة للمناطق الحضرية (أرنوت وماكميلين، 2006) (ماكان، 2001). بينما تتجاهل فروع أخرى من الاقتصاد الجوانب المكانية لاتخاذ القرارات، يركز الاقتصاد الحضري ليس فقط على قرارات الموقع للشركات ولكن أيضا على قرارات الموقع للمدن ذاتها حيث تمثل المدن أنفسها مراكز النشاط الاقتصادي (أو سليفان، 2003).
يمكن تحليل العديد من الموضوعات الاقتصادية المكانية ضمن إطار الاقتصاد الحضري أو الإقليمي، حيث يؤثر بعض الظواهر الاقتصادية بشكل رئيسي على المناطق الحضرية المحلية بينما يشعر بعضها الآخر على نطاق إقليمي أو أكبر (ماكان، 2001). ويعتقد آرثر أو سليفان أن الاقتصاد الحضري ينقسم إلى ستة موضوعات ذات صلة: القوى السوقية في تطوير المدن، الاستخدام الأرضي داخل المدن، وسائل النقل الحضرية، المشكلات الحضرية والسياسات العامة، الإسكان والسياسات العامة، والنفقات والضرائب الحكومية المحلية (أو سليفان 2003).

## قوى السوق في تنمية المدن
القوى السوقية في تطوير المدن تتعلق بكيفية اتخاذ الشركات والأسر لقرارات الموقع التي تسبب تطور المدن. وطبيعة وسلوك الأسواق تعتمد إلى حد ما على مواقعها، لذلك يعتمد أداء السوق جزئيا على الجغرافيا (ماكان، 2001). إذا اختارت الشركة الموقع في منطقة معزولة جغرافيًا، سيكون أداؤها السوقي مختلفًا عن الشركة الموجودة في منطقة مركزية. تتسبب قرارات الموقع للشركات والأسر في خلق مدن تختلف في الحجم والهيكل الاقتصادي. عندما تتجمع الصناعات، مثلما حدث في وادي السيليكون بكاليفورنيا، فإنها تخلق مناطق حضرية تتميز بالشركات الرائدة والاقتصادات المتميزة.
من خلال النظر في قرارات الموقع للشركات والأسر، يمكن للاقتصادي الحضري التعامل مع الأسئلة المتعلقة بسبب تطور المدن حيث تتواجد، ولماذا تكون بعض المدن كبيرة والأخرى صغيرة، وما الذي يتسبب في النمو الاقتصادي والانحدار، وكيف يؤثر الحكومات المحلية على النمو الحضري (أو سليفان، 2003). وبسبب اهتمام الاقتصاد الحضري بطرح الأسئلة حول طبيعة وعمل الاقتصاد في المدينة، فإن النماذج والتقنيات التي طوّرت في هذا المجال صممت بشكل أساسي لتحليل الظواهر التي تقتصر داخل حدود مدينة واحدة (ماكان، 2001).

## استخدام الأراضي
عند النظر إلى الاستخدام الأرضي داخل المناطق الحضرية، يسعى الاقتصادي الحضري لتحليل التنظيم المكاني للأنشطة داخل المدن. وفي محاولة لشرح الأنماط المرصودة للاستخدام الأرضي، يدرس الاقتصادي الحضري خيارات الموقع داخل المدينة للشركات والأسر. وعند النظر إلى التنظيم المكاني للأنشطة داخل المدن، يتناول الاقتصاد الحضري الأسئلة المتعلقة بما يحدد سعر الأرض ولماذا تختلف هذه الأسعار عبر المساحة، والقوى الاقتصادية التي دفعت انتشار العمالة من المركز الرئيسي للمدن نحو الخارج، وتحديد ضوابط الاستخدام الأرضي، مثل التخطيط العمراني، وتفسير كيفية تأثير مثل هذه الضوابط على الاقتصاد الحضري (أو سليفان، 2003).

## السياسة الاقتصادية
تنفذ السياسات الاقتصادية في كثير من الأحيان على المستوى الحضري، وبالتالي فإن السياسة الاقتصادية غالبًا ما ترتبط بالسياسة الحضرية (ماكان 2001: 3). وتتصل المشكلات الحضرية والسياسات العامة بالاقتصاد الحضري، حيث ترتبط المشكلات الحضرية، مثل الفقر أو الجريمة، بالاقتصاد من خلال السعي للإجابة على الأسئلة باستخدام التوجيهات الاقتصادية. على سبيل المثال، هل يجعل انحياز الفقراء للعيش بالقرب من بعضهم البعض فقرهم أكثر؟ (أو سليفان 2003: 15).

## النقل والاقتصاد
وسائل النقل الحضرية هي موضوع من موضوعات الاقتصاد الحضري لأنها تؤثر على أنماط الاستخدام الأرضي حيث تؤثر وسائل النقل على الإمكانية النسبية للمواقع المختلفة. وتتضمن المسائل التي تربط وسائل النقل الحضرية بالاقتصاد الحضري العجز الذي يعاني منه معظم سلطات النقل والأسئلة المتعلقة بالكفاءة حول مشاريع النقل المقترحة، مثل القطارات الخفيفة (أو سليفان، 2003). وقد ثبت أن المشاريع الضخمة مثل هذه مرتبطة بتكاليف غير متوقعة وفوائد مشكوك فيها.

## الإسكان والسياسة العامة
يرتبط الإسكان والسياسات العامة بالاقتصاد الحضري حيث يعد الإسكان نوعًا فريدًا من السلع حيث يكون غير قابل للحركة، وبالتالي عندما يختار الأسرة سكنًا، فإنها تختار موقعًا أيضًا. يحلل الاقتصاديون الحضريون خيارات الموقع التي يقوم بها الأفراد بالاشتراك مع تأثيرات السوق للسياسات السكنية (أو سليفان، 2003). وعند تحليل السياسات السكنية، تستخدم هياكل السوق، مثل هيكل السوق المثالي. ومع ذلك، تواجه هذا التحليل بعض المشاكل مثل المشكلات المتعلقة بالتمويل وعدم اليقين والمساحة وغيرها.

## النفقات الحكومية والضرائب
الموضوع النهائي المتعلق بالنفقات والضرائب الحكومية المحلية يتصل بالاقتصاد الحضري إذ يحلل كفاءة الحكومات المحلية المتشعبة التي ترأس المناطق الحضرية (أو سكان المدن) (أو سليفان، 2003).

## مقالات ذات صلة
- جورجية (اقتصاد)
- مشروع عملاق
- حضرية جديدة
- علوم إقليمية
- علم البيئة الحضري
- جغرافيا حضرية
- تاريخ حضري
- تخطيط حضري
- علم الاجتماع الحضري